# Columnea kienastiana
Columnea kienastiana là một loài thực vật có hoa trong họ Tai voi. Loài này được Regel mô tả khoa học đầu tiên năm 1883.